# 盧勁馳
盧勁馳（1978年—），筆名不信，香港詩人。為基督徒，患有弱視。

## 簡介
畢業於香港大學。作品散見於秋螢詩刊、字花、月台、詩網絡、詩潮、城市文學、呼吸詩刊等文學刊物。曾奪多個文學獎項，包括城市文學獎新詩組冠軍，青年文學獎詩獎。更於2009年奪得第二屆「年輕作家創作比賽」後獲地產商資助出版個人詩集《後遺——給健視人士·看不見的城市照相簿》。

## 作品
1. 詩集，《後遺——給健視人士·看不見的城市照相簿》，三聯書店(香港)有限公司，2009，ISBN 9789620428661
2. 合著詩集，《港大·詩·人》，商務印書館 (香港) 有限公司出版， 2007， ISBN 9789620744297
3. 合著文集，《聆聽·城市的音符：城市文學創作奬文集, 2007》，鄭培凱主編，天地圖書有限公司，2007，ISBN 9789882117822
4. 合著文集，《男女胴体：亞洲第一部關於身體, 性別及性意識雙語書誌 》，張璐瑤、等編輯，Friendmily Business，2005，ISBN 9789889708931
5. 合著文集，《2002青年文學創作營文集》，湯炳良編輯，香港公共圖書館，2002，ISBN 9627038970

## 伸展閱讀
- 文明單位 --- 寫出真我，主持：鄧小樺、胡世傑 ，香港電台訪問，2009年8月10日 （页面存档备份，存于）
- 視障碩士生：董建華救了我/，文：張淑瑜，明報，2009年3月23日 （页面存档备份，存于）

## 外部連結
- 不信的日光語，個人網站 （页面存档备份，存于）